# Beker van Namibië
De Beker van Namibië (NFA Cup) is het nationale voetbalbekertoernooi van Namibië dat wordt georganiseerd door de Namibia Football Association (NFA). Zoals de bij de meeste bekercompetities wordt met het knock-outsysteem gespeeld.

## Finales
| Jaar               | Winnaar              | Uitslag | Finalist                    |
| ------------------ | -------------------- | ------- | --------------------------- |
| 1990               | Black Africa         | ns      | Orlando Pirates             |
| 1991               | Chief Santos         |         | Blue Waters                 |
| 1992               | Liverpool            | 2-0     | Young Ones (Windhoek)       |
| 1993               | Black Africa         | 3-2     | Young Ones                  |
| 1994               | Blue Waters          |         | United Africa Tigers        |
| 1995               | United Africa Tigers | 1-0     | Black Africa                |
| 1996               | United Africa Tigers | 2-1     | African Stars               |
| 1997               | Chief Santos         | 1-0     | United Africa Tigers        |
| 1998 niet gespeeld |                      |         |                             |
| 1999               | Chief Santos         | 1-0     | United Africa Tigers        |
| 2000               | Chief Santos         | 4-2     | Life Fighters (Otjiwarongo) |
| 2001 niet gespeeld |                      |         |                             |

| Jaar               | Winnaar         | Uitslag      | Finalist                     |
| ------------------ | --------------- | ------------ | ---------------------------- |
| 2002               | Orlando Pirates | 2-1          | United Africa Tigers         |
| 2003               | FC Civics       | 4-2          | United Africa Tigers         |
| 2004               | Black Africa    | 2-0          | Life Fighters                |
| 2005               | Ramblers FC     | 2-2 ns (5-4) | Black Africa                 |
| 2006               | Orlando Pirates | 1-0 nv       | SK Windhoek                  |
| 2007               | African Stars   | 0-0 ns (5-3) | Orlando Pirates              |
| 2008               | FC Civics       | 1-0          | African Stars                |
| 2009               | Orlando Pirates | 1-1 ns (3-2) | Eleven Arrows                |
| 2010               | African Stars   | 1-0 nv       | FC Civics                    |
| 2011               | Eleven Arrows   | 2-0          | FC Civics                    |
| 2012 niet gespeeld |                 |              |                              |
| 2013               | African Stars   | 2-0          | Mighty Gunners (Otjiwarongo) |

## Prestatie per club
| Club                 | Plaats     | Aantal | in                     |
| -------------------- | ---------- | ------ | ---------------------- |
| Chief Santos         | Tsumeb     | 4      | 1991, 1997, 1999, 2000 |
| Black Africa         | Windhoek   | 3      | 1990, 1993, 2004       |
| Orlando Pirates      | Windhoek   | 3      | 2002, 2006, 2009       |
| African Stars        | Windhoek   | 3      | 2007, 2010, 2013       |
| United Africa Tigers | Windhoek   | 2      | 1995, 1996             |
| FC Civics            | Windhoek   | 2      | 2003, 2008             |
| Liverpool            | Okahandja  | 1      | 1992                   |
| Blue Waters          | Walvisbaai | 1      | 1995                   |
| Ramblers FC          | Windhoek   | 1      | 2005                   |
| Eleven Arrows        | Walvisbaai | 1      | 2011                   |

Algerije ·
Angola ·
Benin ·
Botswana ·
Burkina Faso ·
Burundi ·
Centraal-Afrikaanse Republiek ·
Comoren ·
Congo-Brazzaville ·
Congo-Kinshasa ·
Djibouti ·
Egypte ·
Equatoriaal-Guinea ·
Ethiopië ·
Gabon ·
Gambia ·
Ghana ·
Guinee ·
Guinee-Bissau ·
Ivoorkust ·
Kameroen ·
Kenia ·
Lesotho ·
Liberia ·
Libië ·
Madagaskar ·
Mali ·
Marokko ·
Mauritanië ·
Mauritius ·
Mozambique ·
Namibië ·
Niger ·
Nigeria ·
Oeganda ·
Réunion ·
Rwanda ·
Sao Tomé en Principe ·
Senegal ·
Seychellen ·
Sierra Leone ·
Soedan ·
Somalië ·
Swaziland ·
Tanzania ·
Togo ·
Tsjaad ·
Tunesië ·
Zambia ·
Zimbabwe ·
Zuid-Afrika